# Melanopsina
La melanopsina és un tipus de fotopigment que pertany a una família més gran de proteïnes de la retina sensibles a la llum anomenades opsines i codificades pel gen Opn4. A la retina dels mamífers, hi ha dues categories addicionals d'opsines, que intervenen en la formació d'imatges visuals: rodopsina i fotopsina (tipus I, II i III) a les cèl·lules fotoreceptores del bastó i del con, respectivament.
En humans, la melanopsina es troba a les cèl·lules ganglionars de la retina intrínsecament fotosensibles (ipRGC). També es troba a l'iris de ratolins i primats i en rates, amphioxus i altres cordats. Els ipRGC són cèl·lules fotoreceptores particularment sensibles a l'absorció de la llum visible de longitud d'ona curta (blava) i comuniquen informació directament a l'àrea del cervell anomenada nucli supraquiasmàtic (SCN), també conegut com el "rellotge corporal" central dels mamífers. La melanopsina té un paper important no en la formació d'imatges en l'establiment dels ritmes circadiaris, així com en altres funcions. Les mutacions en el gen Opn4 poden conduir a trastorns clínics, com ara el trastorn afectiu estacional (SAD). S'ha trobat melanopsina en divuit llocs del cervell humà (fora del tracte retinohipotalàmic), intracel·lularment, en un patró granular, a l'escorça cerebral, l'escorça cerebel·losa i diverses regions filogenèticament antigues, principalment al soma neuronal, no. en nuclis. La melanopsina també s'expressa en cons humans. Tanmateix, només entre el 0,11% i el 0,55% dels cons humans expressen melanopsina i es troben exclusivament a les regions perifèriques de la retina. La retina perifèrica humana detecta la llum a intensitats elevades que s'explica millor per quatre classes de fotopigments diferents.

## Descobriment
La melanopsina va ser descoberta per Ignacio Provencio com una nova opsina en els melanòfors, o cèl·lules de la pell sensibles a la llum, de la granota africana amb urpes el 1998. Un any més tard, els investigadors van trobar que els ratolins sense bastons ni cons, les cèl·lules implicades en la visió de formació d'imatges, encara es trobaven en un cicle llum-foscor. Aquesta observació va portar a la conclusió que ni els bastons ni els cons, situats a la retina externa, són necessaris per a l'entrament circadià i que existeix una tercera classe de fotoreceptors a l'ull dels mamífers. Provencio i els seus col·legues van trobar llavors l'any 2000 que la melanopsina també està present a la retina del ratolí, concretament a les cèl·lules ganglionars, i que media tasques fotoreceptives no visuals. La melanopsina està codificada pel gen Opn4 amb ortòlegs en una varietat d'organismes.

## Estructura
El gen de la melanopsina humana, opn4, s'expressa en ipRGCs, que només inclou de l'1 al 2 per cent dels RGC a la retina interna dels mamífers, tal com van estudiar Samer Hattar i els seus col·legues. El gen abasta aproximadament 11,8 kb i està mapejat al braç llarg del cromosoma 10. El gen inclou nou introns i deu exons en comparació amb els quatre a set exons que es troben normalment en altres opsines humanes. En els vertebrats no mamífers, la melanopsina es troba en un subconjunt més ampli de cèl·lules de la retina, així com en estructures fotosensibles fora de la retina, com ara el múscul iris de l'ull, les regions profundes del cervell, la glàndula pineal i la pell. Els paràlegs d' Opn4 inclouen OPN1LW, OPN1MW, rodopsina i encefalopsina.

## Funció

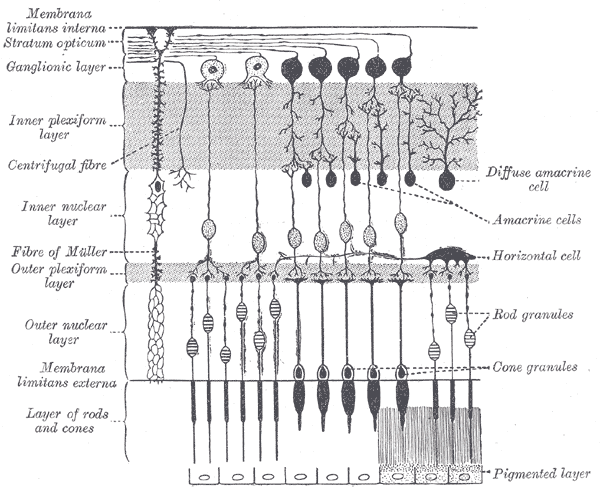
Esquema que mostra una secció transversal de la retina. L'àrea propera a la part superior, anomenada "capa ganglionar", conté cèl·lules ganglionars de la retina, un petit percentatge de les quals conté melanopsina. La llum colpeja primer els ganglis, els bastons i els cons per darrer.

Les cèl·lules ganglionars que contenen melanopsina, com els bastons i els cons, presenten adaptació a la llum i a la foscor; ajusten la seva sensibilitat segons la història recent d'exposició a la llum. Tanmateix, mentre que els bastons i els cons són els responsables de la recepció d'imatges, patrons, moviment i color, els ipRGC que contenen melanopsina contribueixen a diverses respostes reflexives del cervell i del cos a la presència de llum.

### Mecanisme
Quan la llum amb una freqüència adequada entra a l'ull, activa la melanopsina continguda a les cèl·lules ganglionars de la retina intrínsecament fotosensibles (ipRGC), provocant un potencial d'acció. Aquests senyals elèctrics neuronals viatgen a través dels axons neuronals fins a objectius específics del cervell, com ara el centre de control pupil·lar anomenat nucli pretectal olivari (OPN) del mesencèfal. En conseqüència, l'estimulació de la melanopsina en ipRGC media les respostes fisiològiques i conductuals a la llum, com ara la constricció de la pupil·la i la inhibició de l'alliberament de melatonina de la glàndula pineal. Els ipRGC de la retina dels mamífers són un extrem del tracte retinohipotalàmic que es projecta al nucli supraquiasmàtic (SCN) de l'hipotàlem. El nucli supraquiasmàtic de vegades es descriu com el "rellotge mestre" del cervell, ja que manté el ritme circadiari, i els senyals nerviosos dels ipRGC al SCN arrastren el ritme circadiari intern a la sortida i la posta del sol. El SCN també rep entrada de bastons i cons a través del tracte retinohipotalàmic, de manera que la informació dels tres tipus de cèl·lules fotosensibles (bastonets, cons i ipRGCs) a la retina dels mamífers es transmet al SCN.